# Mona de nit d'Hernández-Camacho
La mona de nit d'Hernández-Camacho (Aotus jorgehernandezi) és un primat del gènere de les mones de nit (Aotus) que viu a Colòmbia. Només se'n coneix un exemplar, una femella trobada en captivitat al departament de Quindío (però que es creu que provenia del Parque de los Nevados, al límit entre Quindío i Risaralda). El 2007, aquest exemplar fou utilitzat com l'holotip d'una nova espècie, basada en diferències cariotípiques. Té 2n =50 cromosomes; el cariotip comprèn nou parells acrocèntrics, tres de submetacèntrics i dotze de metacèntrics.